# Atlas Coelestis
Atlas Coelestis – atlas nieba, stworzony na podstawie obserwacji pierwszego Astronoma Królewskiego Johna Flamsteeda, wydany pośmiertnie w 1729 roku.
Atlas był w czasie wydania największym i pierwszym tak kompleksowym atlasem gwiazd i innych ciał niebieskich widocznych przez teleskop. Zawiera 26 map głównych gwiazdozbiorów, widocznych z Greenwich, z rysunkami wykonanymi w rokokowym stylu przez Jamesa Thornhilla. Przedstawia również dwie planisfery zaprojektowane przez Abrahama Sharpa.

## Historia

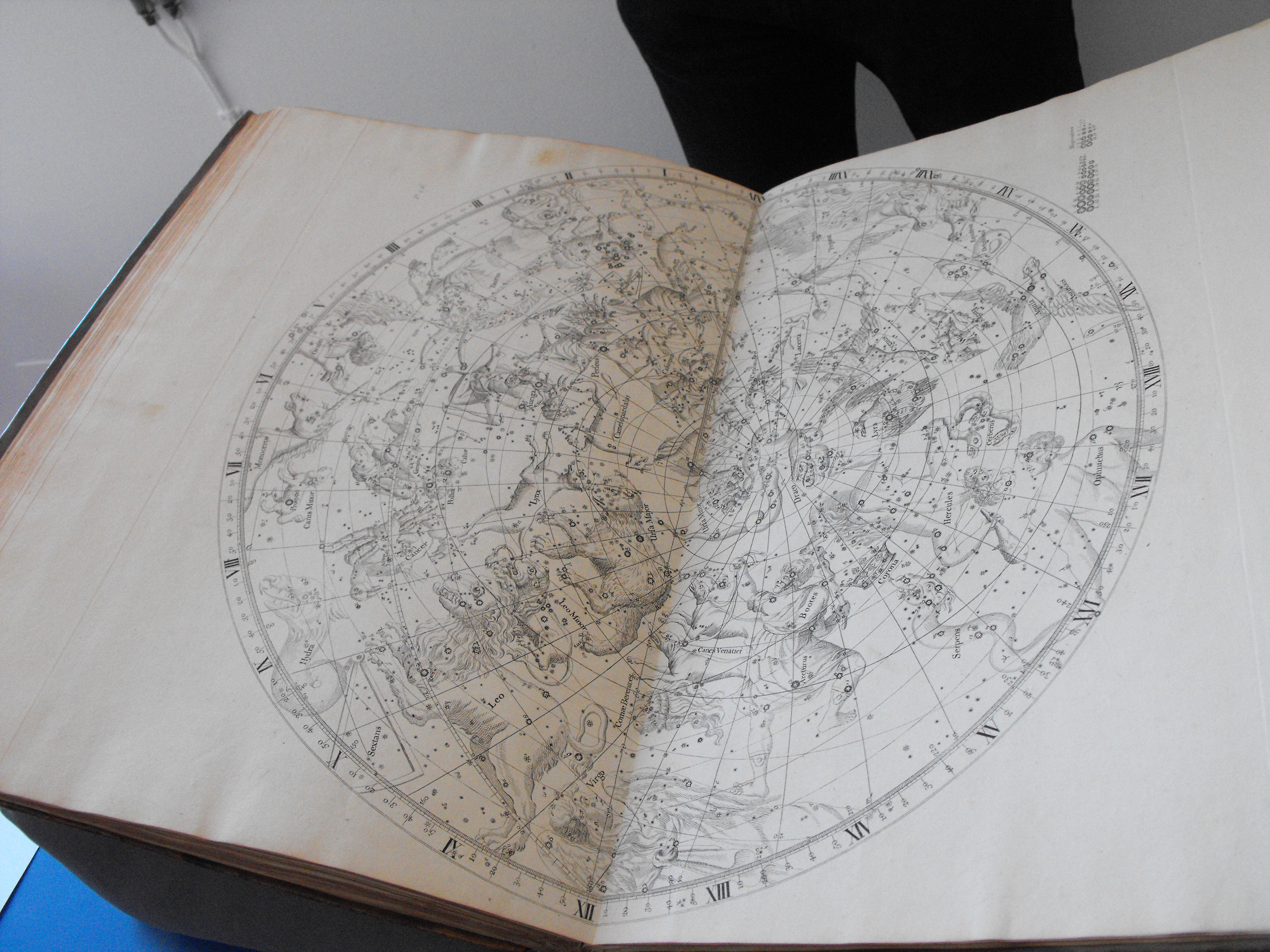
Atlas Coelestis, wydanie drugie 1753

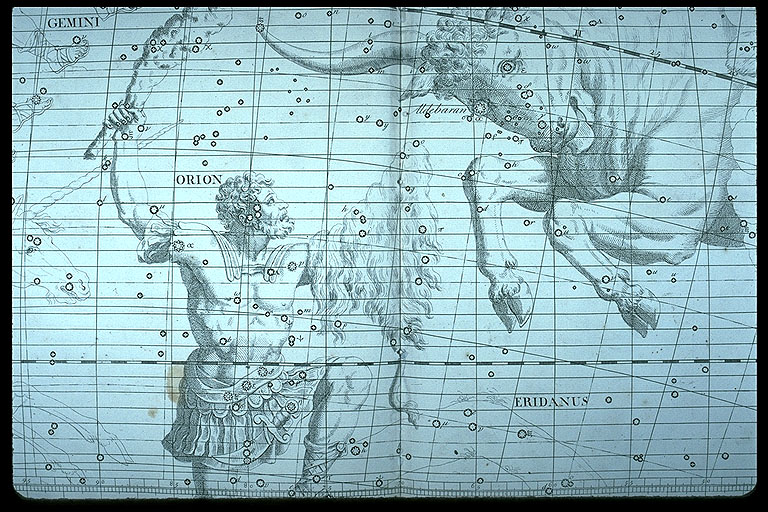
Gwiazdozbiór Oriona przedstawiony przez Flamsteeda

Jako pierwszy atlas nieba wykonany na podstawie obserwacji teleskopowych, Atlas Coelestis został opublikowany dziesięć lat po śmierci Flamsteeda – przez wdowę po nim, przy współpracy z Josephem Crosthwaitem i Abrahamem Sharpem. Został poprzedzony dziełem Stellarum inerrantium Catalogus Britannicus opublikowanym w 1725 roku, zawierającym spis 2919 gwiazd.
Jednym z głównych powodów, dla których Flamsteed zdecydował się stworzyć Atlas, była chęć poprawienia kształtów gwiazdozbiorów przedstawionych w 1603 roku przez Johanna Bayera w jego dziele Uranometria. Bayer przedstawił niektóre kształty odwrócone plecami do ziemskiego obserwatora (nie z przodu, jak to było robione od czasów Ptolemeusza), co stworzyło niepotrzebne zamieszanie związane z identyfikacją gwiazd.

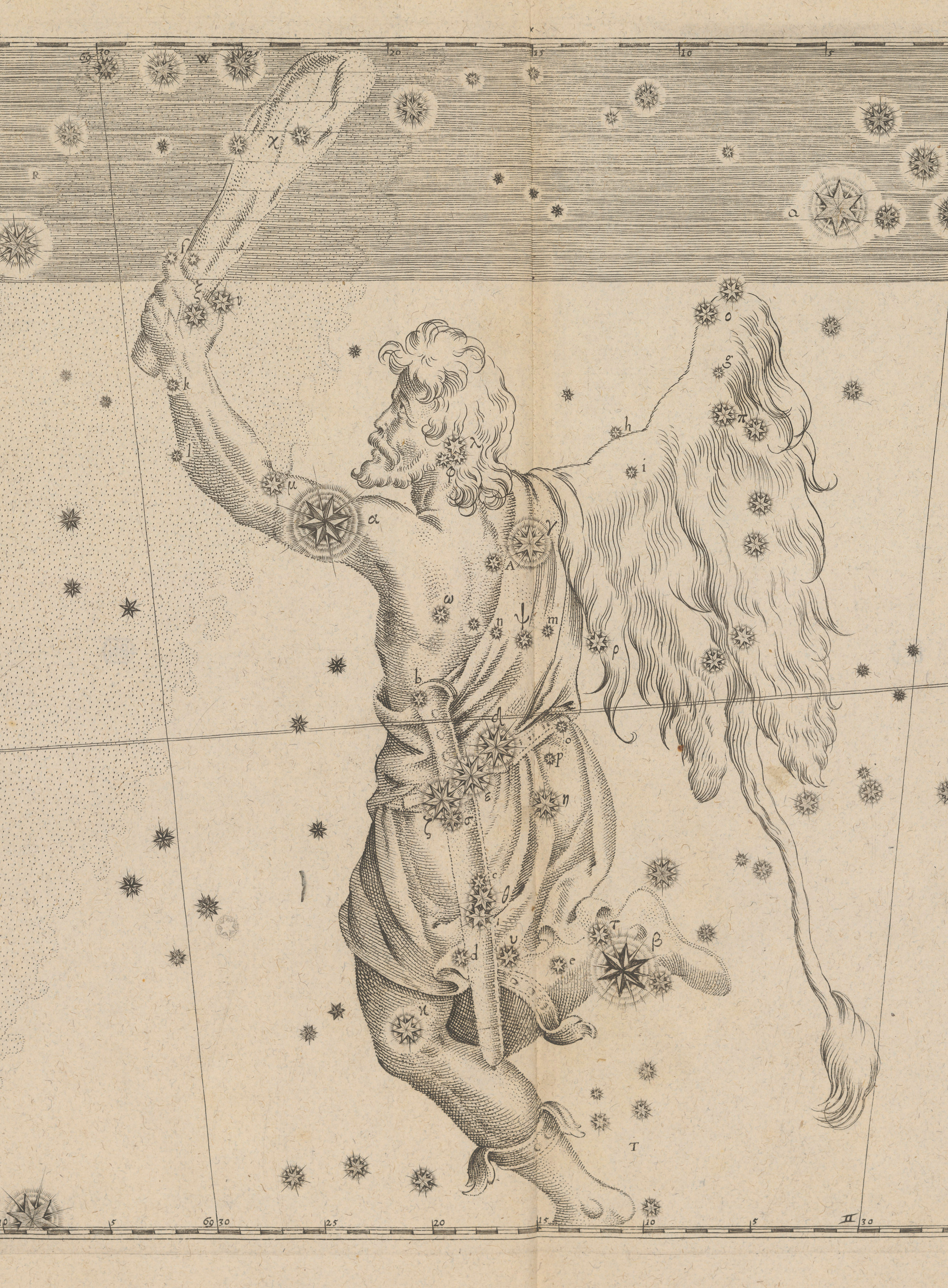
Gwiazdozbiór Oriona w Uranometrii

Wydanie okazało się natychmiastowym sukcesem, stając się standardem dla profesjonalnych astronomów na przestrzeni prawie całego wieku. Mimo to zwracano uwagę na trzy wady atlasu: wysoką cenę, duży rozmiar (co sprawiało, że trudno było go trzymać) i niską jakość artystyczną (było wiele krytycznych uwag do rysunków Jamesa Thornhilla, w szczególności do przedstawienia Wodnika).
Spowodowało to, że John Bevis postanowił go ulepszyć. W 1745 roku stworzył atlas Uranographia Britannica o mniejszych gabarytach, zaktualizowany o nowe obserwacje i z większym artyzmem wykonanymi ilustracjami. Jednak atlas ten nie został oficjalnie opublikowany i obecnie istnieje tylko 16 jego egzemplarzy.

## Atlas Fortin-Flamsteed
Nowe pomiary pozycji gwiazd (oryginalne obserwacje zostały wykonane w latach 90. XVII wieku) doprowadziły do aktualizacji atlasu wykonanej w 1770 roku przez francuskiego inżyniera Jeana Nicolasa Fortina pod okiem astronomów Lemonniera i Messiera z Królewskiej Akademii Nauk w Paryżu.
W nowej wersji, pod tytułem Atlas Fortin-Flamsteed, która miała 1/3 wielkości oryginału, zachowano tę samą strukturę tabel. Dokonano też retuszu niektórych ilustracji (głównie Andromedy, Panny i Wodnika). Nazwy gwiazdozbiorów są w języku francuskim (nie w łacinie, jak było oryginalnie), a do atlasu włączono kilka mgławic odkrytych już po śmierci Flamsteeda.
W 1795 roku atlas został opublikowany w zaktualizowanej wersji stworzonej przez Méchaina i Lalande z nowymi konstelacjami i większą liczbą mgławic.